# Emmanuel Krivine
Emmanuel Krivine (Grenoble, 1947) is een Frans dirigent, zoon van een Poolse moeder en een Russische vader. Hij studeerde viool als kind en was eerste-prijswinnaar aan het Parijse Conservatorium. Hij studeerde daarna aan de Koningin Elisabeth School in Brussel.
Geïnspireerd door een ontmoeting met Karl Böhm ontwikkelde Krivine interesse voor het dirigeren. Hij was eerste gastdirigent van het Orchestre Philharmonique de Radio France van 1976 tot 1983. Van 1987 tot 2000 was hij muzikaal leider van het Orchestre National de Lyon. Hij was ook dirigent van het Orchestre Français des Jeunes gedurende 11 jaar.
In 2004 richtte Krivine het orkest La Chambre Philharmonique op. In 2006 werd hij muzikaal leider van het Luxemburgs Philharmonisch Orkest, met een initieel contract van 3 jaar.